# Kerr Smith
Kerr Van Cleve Smith (Exton (Pennsylvania), 9 maart 1972) is een Amerikaans acteur.
Kerr heeft zijn naam te danken aan zijn oma, die ook zo heette. Kerr is een Star Trek-fan en studeerde af in 1990.
In 1995 figureerde hij voor het eerst samen met zijn moeder, in de film Twelve Monkeys, al werd zijn scène verwijderd. Sindsdien wilde hij acteur worden. Al een jaar later, in 1996 kreeg hij een rol in een soap: As the World Turns. Hij speelde hierin een seizoen lang Ryder Hughes. In de periode van 1998-2003 speelde Kerr in een van de populairste series van die tijd: Dawson's Creek. Hij speelde daarin Jack McPhee.
Kerrs eerste omvangrijke filmrol was die in Hit and Runway uit 1999. Nadien speelde hij in onder meer Final Destination, The Forsaken, Cruel Intentions 3 en My Bloody Valentine. Daarnaast speelde hij gastrollen in televisieseries als Baywatch, CSI: Crime Scene Investigation, CSI: Miami en Charmed. Kerr speelde het wederkerende personage Tom Nicholson in de televisieserieserie Justice, naast onder meer Victor Garber. Deze serie duurde één seizoen van dertien afleveringen.
Kerr trouwde in 2003 met Harmoni Everett. In maart 2009 werd de scheiding aangevraagd.
- Bibliothèque nationale de France: cb140530087 (data)
- International Standard Name Identifier: 0000 0001 1441 3402
- Library of Congress Control Number: no2003025082
- Nationale Bibliotheek van Israël: 987012501468005171
- SNAC: w6fn1d0r
- Système universitaire de documentation: 161902855
- Virtual International Authority File: 34140865
- WorldCat: E39PBJp634WyYCwtPQYYKqTyh3